# Turniej o Srebrną Ostrogę Ilustrowanego Kuriera Polskiego 1962
IV turniej Srebrnej Ostrogi IKP – czwarta odsłona zawodów żużlowych, w których zawodnicy ścigali się o nagrodę przechodnią zwaną "Srebrną Ostrogą". Turniej odbył się 14 października 1962. Zwyciężył Marian Kaiser.

## Wyniki
źródło
- 14 października 1962, Stadion Apatora Toruń

| Msc. | Zawodnik                 | Klub              | Pkt  |         |  |
| ---- | ------------------------ | ----------------- | ---- | ------- |  |
| 1    | Marian Kaiser            | Wybrzeże Gdańsk   | 12   | 3,3,3,3 |  |
| 2    | Stanisław Tkocz          | Górnik Rybnik     | 11   | b.d.    |  |
| 3    | Mieczysław Połukard      | Polonia Bydgoszcz | 10   | b.d.    |  |
| -    | Jan Malinowski           | Stal Rzeszów      | b.d. | b.d.    |  |
| -    | Kazimierz Bentke         | Unia Leszno       | b.d. | b.d.    |  |
| -    | Włodzimierz Szwendrowski | Tramwajarz Łódź   | b.d. | b.d.    |  |
| -    | Antoni Woryna            | Górnik Rybnik     | b.d. | b.d.    |  |
| -    | Roman Cheładze           | Apator Toruń      | b.d. | b.d.    |  |
| -    | Stanisław Ptak           | Apator Toruń      | b.d. | b.d.    |  |
| -    | Tadeusz Jaworski         | Apator Toruń      | b.d. | b.d.    |  |
| -    | Norbert Świtała          | Polonia Bydgoszcz | b.d. | b.d.    |  |
| -    | Bogdan Kowalski          | Apator Toruń      | b.d. | b.d.    |  |
| -    | Stanisław Bauta          | Apator Toruń      | b.d. | b.d.    |  |